# Newark Park
Newark Park est une maison de campagne d'origine Tudor classée Grade I située près du village d'Ozleworth, Wotton-under-Edge, Gloucestershire. La maison se trouve dans un domaine de 700 acres à l'extrémité sud de l'escarpement des Cotswolds avec vue sur la vallée de la Severn jusqu'à l'estuaire de la Severn. La maison et le domaine sont sous la garde du National Trust depuis 1946.

## Histoire
Newark Park est à l'origine un pavillon de chasse Tudor de quatre étages (trois étages sur un sous-sol) construit entre 1544 et 1556 pour Sir Nicholas Poyntz (décédé en 1557), dont le siège principal est à Acton Court (en) près de Bristol, à une quinzaine de kilomètres au sud. La famille Poyntz est autrefois barons féodaux de Curry Mallet dans le Somerset, plus tard d'Iron Acton dans le Gloucestershire. Poyntz est un palefrenier de la chambre privée d'Henri VIII et a remodelé Acton Park en prévision d'une visite royale. "Newark est également à la mode par son classicisme précoce", observe Nicholas Cooper, qui souligne sa façade rigoureusement symétrique, inédite dans le corps principal d'une grande maison de son temps, et le bon ordre toscan de son corps principal d'origine. La maison s'appelle alors "New Work" et est en partie construite avec des matériaux de construction de l'abbaye de Kingswood récemment dissoute à environ cinq miles de là. La loge a trois baies de large et une construction à une seule pile, une pièce de profondeur. Au sous-sol se trouve une cuisine, il y a deux salles de réception au rez-de-chaussée et une salle de banquet au premier. Des dortoirs modestes sont prévus au troisième étage, et le toit est plat afin qu'il puisse être utilisé comme un belvédère agréable sur la campagne environnante dans laquelle il jouit d'une position dominante. Il est construit à peu près au même moment que la construction de Siston Court à proximité par Sir Maurice Denys (décédé en 1563), cousin germain de l'épouse de Poyntz, Jane Berkeley. La loge originale de Poyntz forme maintenant la partie orientale de la structure actuelle.
En 1600, le pavillon est vendu à la famille Low de Londres qui, en 1672, agrandit considérablement le bâtiment en ajoutant un deuxième bâtiment de quatre étages à l'ouest, qui est relié à l'ancien par un escalier de passage créant une empreinte en forme de H. Les Lows possèdent Newark Park jusqu'en 1722, date à laquelle il est vendu pour 6 010 £ (équivalent à 967 000 £ aujourd'hui) à la famille Harding qui, après avoir apporté quelques modifications mineures, le vend à James Clutterbuck. Les Clutterbucks engagent l'architecte James Wyatt pour le transformer en une maison carrée en 1790. Leurs améliorations comprennent la création d'un parc à cerfs formel au sud de la maison et l'aménagement paysager du reste du terrain.
Les Clutterbuck quittent Newark en 1860 et laissent les locataires apporter des modifications et des améliorations. La famille de Mme Annie Poole King, veuve d'un marchand maritime de Bristol, prend le bail en 1898, quittant la plus grande maison Standish à Stonehouse (Gloucestershire). Membre du Berkeley Hunt, elle a cinq enfants, plus un personnel de maison composé d'un cocher, d'un cuisinier, d'une femme de ménage et d'un jardinier. La famille King ajoute des logements pour les domestiques du côté nord, installe un système de chauffage à air chaud et fait couler de l'eau chaude au deuxième étage. Les Kings restent à Newark jusqu'en 1949, date à laquelle le dernier de la lignée est décédé et la propriétaire de l'époque, Mme Power-Clutterbuck, donne Newark Park et ses domaines au National Trust.
Lorsque le Trust en prend possession, il n'est pas ouvert au public, mais est laissé à des locataires qui le gèrent comme une maison de retraite. En 1970, la maison est en mauvais état et les jardins envahis par la végétation. C'est dans cet état que l'architecte américain Robert (Bob) Parsons (1920-2000), qui a depuis longtemps exprimé le désir de reprendre une maison de campagne anglaise nécessitant des réparations, prend la location et commence un programme minutieux de rénovation, de conservation et remise en état de la maison et du terrain. C'est grâce aux efforts de Bob Parson que l'importance architecturale de la maison est reconnue et que l'inscription Grade I est obtenue. Le partenaire de Parson, Michael Claydon, déménage à Newark Park en 1982 et s'implique activement dans la restauration en cours. Après la mort de Parson en 2000, Claydon maintient l'intendance de la maison et poursuit les travaux de restauration dans le parc paysager.
La propriété est désormais ouverte au public en été tous les jours de la semaine sauf le mardi.